# کلید

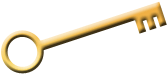
کلید

کلید ابزاری است که برای گشودن قفل به‌کار می‌رود. کلید معمولاً از دو بخش تشکیل شده‌است. بخش اول، بخشی است که وارد شیار قفل می‌شود و با آن تطبیق دارد؛ و بخش دوم، بخشی است که کاربر، آن را به دست می‌گیرد. دندانه‌ها و شیارهای هر کلید معمولاً برای بازکردن یک قفل خاص طراحی می‌شود. بااین‌وجود، قفل‌های ارزان‌قیمت، گاهی با کلیدهای متعدد قابل بازشدن هستند. امروزه کلید، به‌عنوان جزء جدانشدنی از زندگی روزمرهٔ مدرن محسوب شده و استفاده از آن در تمام دنیا شایع است. اغلب مردم، با استفاده از یک حلقهٔ فلزی، مجموعه‌ای از کلیدهای موردنیاز خود را نگه‌داری می‌کنند. به این مجموعه دسته‌کلید گفته می‌شود. برخی از قفل‌ها (مانند صندوق امانات بانک و گاوصندوق) برای بازشدن نیاز به بیش از یک کلید دارند.
تعریف دقیقِ کلید:
کلید ابزاری است مکانیکی که اجازهٔ بازشدن یک قفل را می‌دهد؛ خواه این قفل مکانیکی باشد یا الکترونیکی. با توجه به افزایش سرعت تکنولوژی، این صنعت نیز به نوبهٔ خود از سرعت فزاینده‌ای بهره گرفته و به جلو پیش می‌رود.

قفل‌های اتومبیل شامل کلیدهای فلزیِ یک‌طرفه یا دوطرفه‌اند، ولی با توجه به این‌که امکان سرقت اتومبیل وجود نداشته‌باشد تعدّد ساچمه‌های قفل در قفل استارت بیشتر از قفل‌های درها یا صندوق عقب است.

## واژه‌شناسی

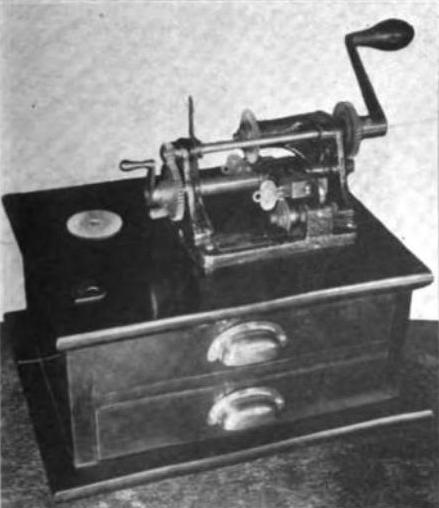
نخستین دستگاه ساخت کپی از کلید، محصول ۱۹۱۷ ایالات متحدۀ آمریکا

واژهٔ کلید از واژهٔ یونانیِ Κλειδί به فارسی راه یافته‌است.

## تاریخچه
قدیمی‌ترین سندی که از کلید در تاریخ وجود دارد، مربوط به ۴۰۰۰ سال پیش در مصر باستان است. تصویر این کلید، که یک کلید چوبی بوده، بر روی یک خمرهٔ زیبا در خرابه‌های یک قصر قدیمی در مصر یافت شده‌است. یونانیان اما از کلیدهای تسمه‌ای و طنابی استفاده می‌کردند. بعدها صنعتگران رومی به استفاده از آهن به‌جای چوب پرداختند. در قرون وسطی صنعت ساخت کلید پیشرفت قابل‌ملاحظه‌ای نمود.
در سال ۱۸۱۸ میلادی، دولت انگلستان برای ساخت قفلی که فقط با کلید خودش باز شود، یکصد لیره جایزه تعیین کرد که نصیب فردی به نام «پرمیاچوب» شد. در اوایل قرن بیستم، پدر و پسری آمریکایی به نام‌های «لینوس یال بزرگ» و «لینوس یال جوان» صنعت قفل و کلید را مکانیزه نمودند و انقلابی در این صنعت به‌وجود آوردند.

## انواع کلید
- کلید خانگی: گونه‌ای از کلیدها که قدمت زیادی دارد و تاکنون نیز رایج مانده‌است، کلیدهای استوانه‌ایِ معمولی است که دارای لبه‌ای با دو تا پنج برآمدگی می‌باشد. این‌گونه کلید می‌تواند وارد شیار قفل‌های هم‌نوع شود. این کلید مناسب درهای داخلی منازل است.
- کلید یک‌لبه: این نوع از کلید، از نوع قبلی پیشرفته‌تر است؛ به این معنی که با داشتن شیارهایی، هر کلید فقط قادر به ورود به سوراخ قفلی از نوع خود است. این نوع کلید تا پیش از ورود کامل به داخل قفل، اجازهٔ چرخش ندارد.
- کلید خودرو: کلید خودروها معمولاً هم برای بازکردن قفل در و هم برای روشن‌کردن خودرو کاربرد دارد. کلید بسیاری از خودروها دارای تقارن دوطرفه است، به‌گونه‌ای‌که جهت ورود کلید به شیارِ قفل، تأثیری در عملکرد کلید نداشته‌باشد. در برخی از خودروها، کلید خودرو، توأمان، قابلیت روشن‌کردن، بازکردن درهای جلو، درِ داشبورد، درِ صندوق عقب و درِ باک را دارد
- کلیدهای هوشمند ضد سرقت خودرو (ایموبلایزر): این کلیدها علاوه بر تطبیق مکانیکی با قفل، به تطبیق الکترونیکی نیز مجهزند. این کلیدها ممکن است از یک مقاومت الکترونیکی در داخل خود بهره ببرند که در کلیدهای گوناگون، میزان این مقاومت تغییر کند. گونهٔ پیشرفته‌تر این کلیدها دارای یک فرستنده است.
- شاه‌کلید: این‌گونه کلیدها برای این منظور ساخته می‌شوند که بتوانند چندین قفل را باز کنند. چنین قفل‌هایی معمولاً کلیدهایی نیز دارند که فقط مختص همان قفل است. این قفل‌ها دارای دو مکانیزم مجزا برای بازشدن هستند که کلیدهای اختصاصی با مکانیزم اول و شاه‌کلید با مکانیزم دوم، قفل را باز می‌کنند.[۶] کاربرد چنین کلیدهایی در مراکز عمومی، ادارات و هتل‌ها (کلیدهای اختصاصی برای مهمانان و شاه‌کلید برای مدیر هتل) است.
- کلید دولبه و چهارلبه: این نوع از کلیدها نیز بسیار شبیه به کلیدهای منزل‌اند، با این تفاوت که به‌دلیل وجود دو یا چهار دسته برآمدگی یا فرورفتگی در اطراف کلید، انجام سرقت مشکل‌تر می‌شود. مقاومت فیزیکیِ قفل‌های چهارلبه (در برابرِ شکستن در شیارِ قفل) بسیار بیشتر از انواع دیگر است.[۶]
- کلید لوله‌ای: این‌گونه کلیدها معمولاً از سایر انواع کلید کوتاه‌تر است و قطر آن اندکی بیشتر است. بر روی لولهٔ آن شیارها و برآمدگی‌هایی قرار دارد که با برآمدگی‌ها و شیارهای قفل هماهنگ است. کاربرد این کلیدها در قفل دوچرخه و قفل کمد و بوفه‌هاست.
- کارت کلید: گونه‌ای از کارت هوشمند است که برای گشودن قفل‌های مجهز به کارتخوان استفاده می‌شود. این کارت معمولاً پلاستیکی است و دارای نوار بارکد یا نوار مغناطیسی، و در مواردی نادر، دارای تراشه (چیپ) است.

## کلید خودرو

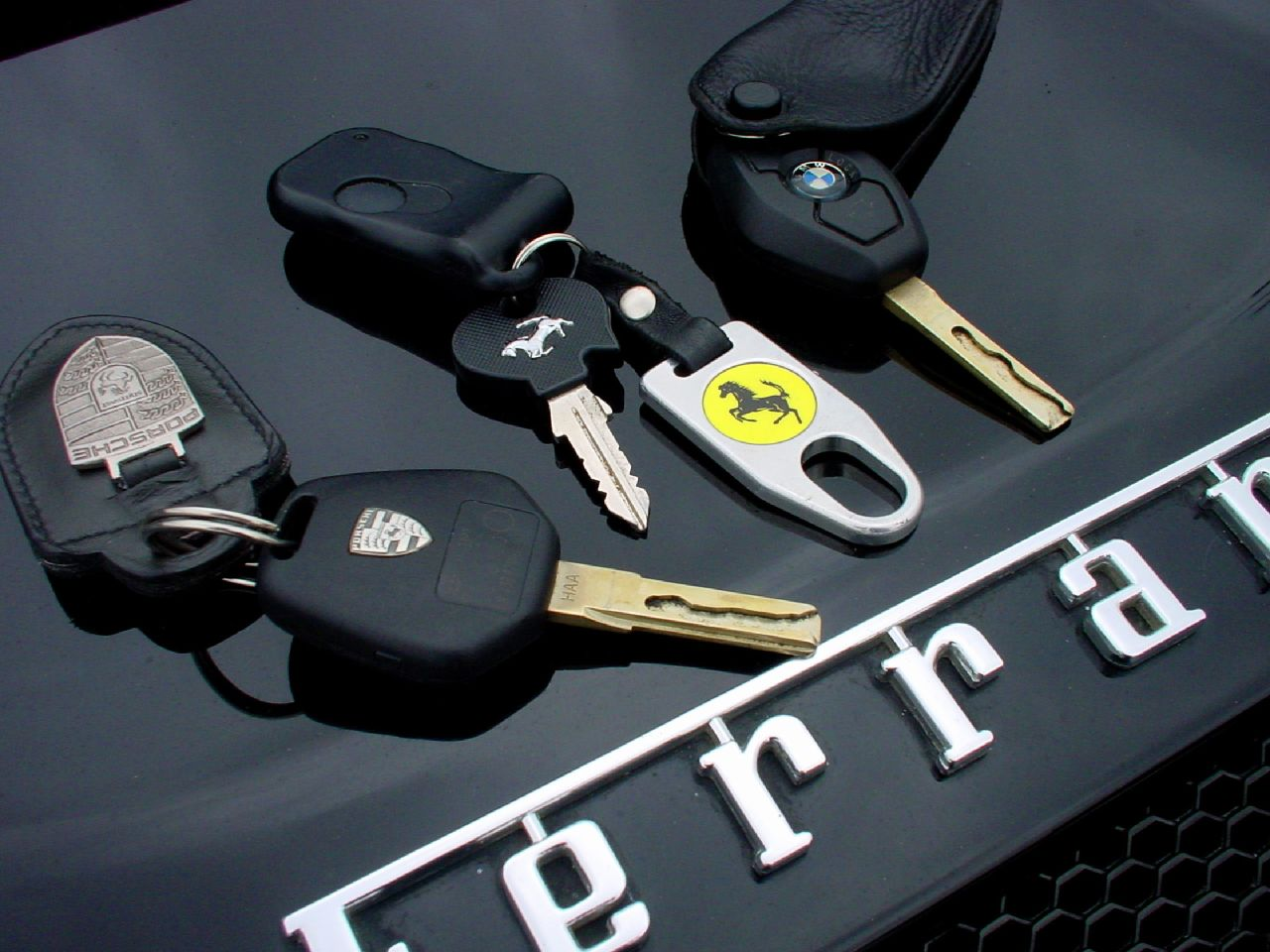
سوئیچ‌های خودرو

سوئیچ ابزاری است که برای باز و بسته کردن درِ خودروها یا روشن و خاموش کردن موتور آن‌ها به‌کار می‌رود. شکاف سوئیچ خودرو در وسط صفحه جلوی راننده قرار گرفته که توسط آن جریان برق برای روشن کردن موتور، وصل یا قطع می‌شود. هم شکاف سوئیچ و هم کلید گرداندن شکاف را «سوئیچ» می‌گویند. کلید سوئیچ گرداندن و کلید درهای خودرو معمولاً یکی است. کلید صندوق عقب غالباً کلیدی جداگانه است.

## طلسم و جادو

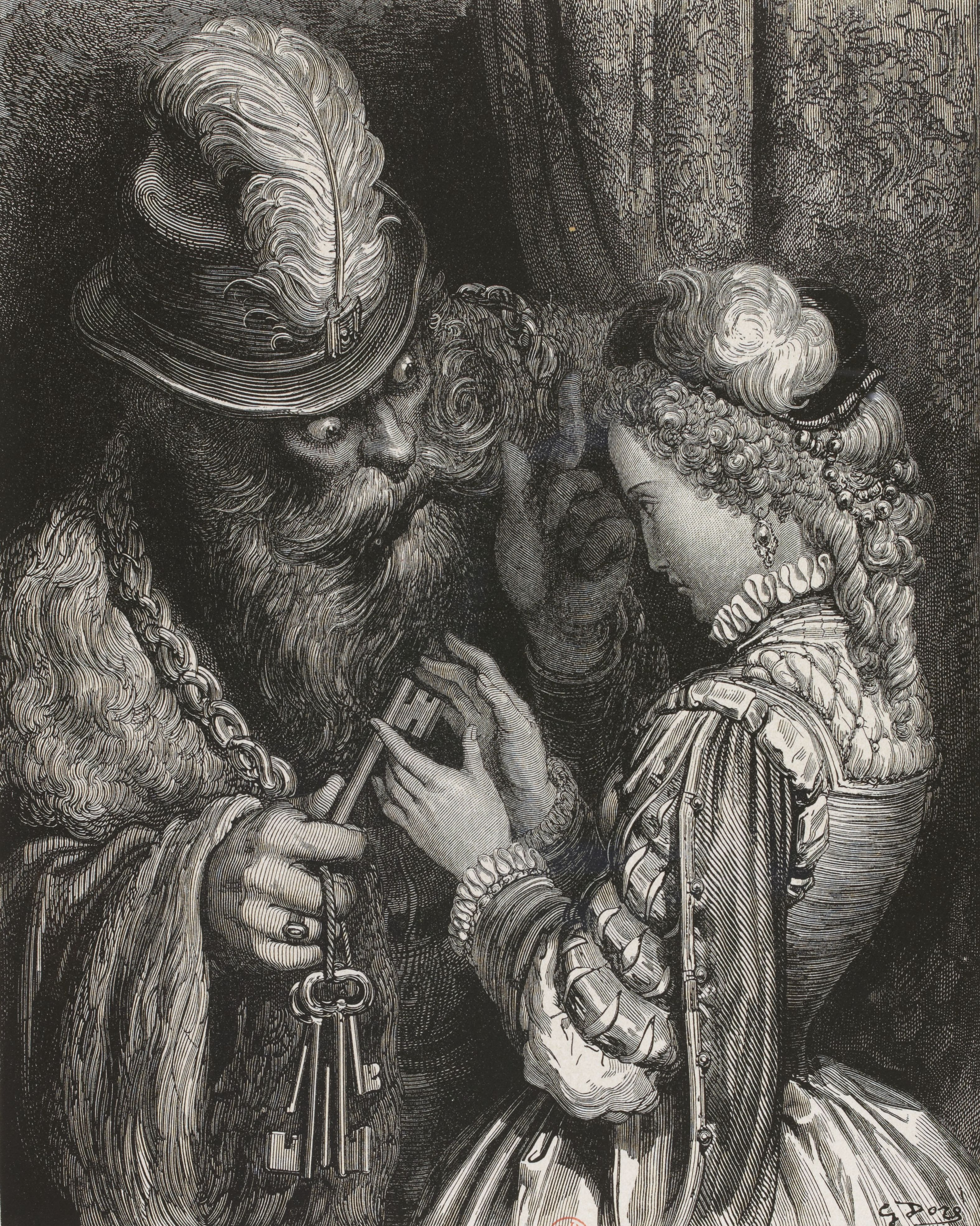
جادوگر و کلید جادویی

کلید همواره در جادوگری و طلسم کاربرد داشته‌است.

## کلید طلایی شهر
کلید طلایی شهر یا کلید شهر به کلیدی می‌گویند که یا نماد شهری یا واقعاً در قدیم از آن برای باز کردن دروازه شهر‌ها استفاده می‌شده‌است. کلید شهر اعتبار شهر است که به شهری دیگر یا شخصی دیگر اهدا می‌شود. کلید‌های شهر معمولاً از جنس استیل نقره طلا و پلاتین هستند. در سال ۱۳۵۰ کلید شهر لس آنجلس توسط شهردار وقت آن به شهردار وقت تهران تقدیم شده، که در موزه برج میلاد تهران نگهداری می‌شود. در گذشته، که شهرها دارای دروازه بودند، هر دروازه کلیدی داشت. در دوران قاجار، تهران نیز دارای کلید بود و دروازه‌بانان شهر، هر شب در ساعت دوازده نیمه‌شب دروازه‌ها را می‌بستند و کلید آن را برای داروغه می‌بردند. کلید شهر گاهی به‌صورت سمبلیک به مهمانان افتخاریِ شهرها تقدیم می‌شود. برای مثال، لرد بیور، شهردار وقتِ شهر لندن، کلید طلای شهر لندن را به ناصرالدین شاه هدیه داد.
- کلید چهار شهر مختلف در برج میلاد
- کلید شهر اصفهان[۱۰]

## نشانه

نشانهٔ شهر واتیکان

کاربرد کلید در نشانه بسیار زیاد است. در نشانهٔ قدیم بلدیهٔ تهران، کلید به‌عنوان یک عنصر اصلی به‌کار رفته‌بود. در نشانهٔ شهر واتیکان نیز عنصر کلید به‌کار رفته که از داستان سنت پل (نخستین پاپ) نشأت گرفته‌است.

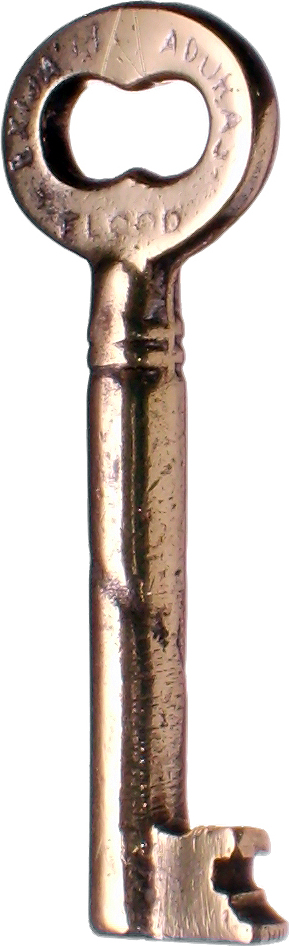
کلید خانگی
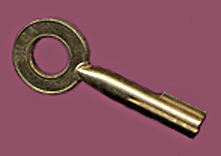
کلید لوله‌ای
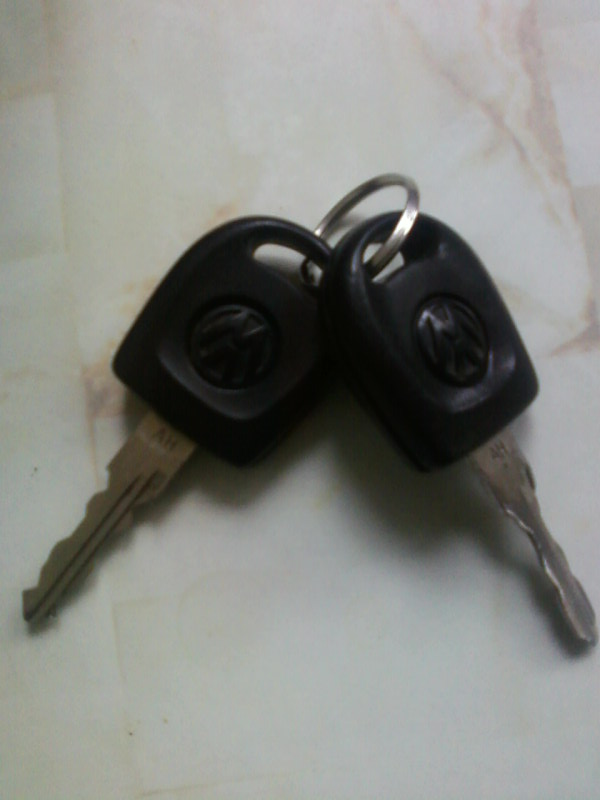
کلید خودرو
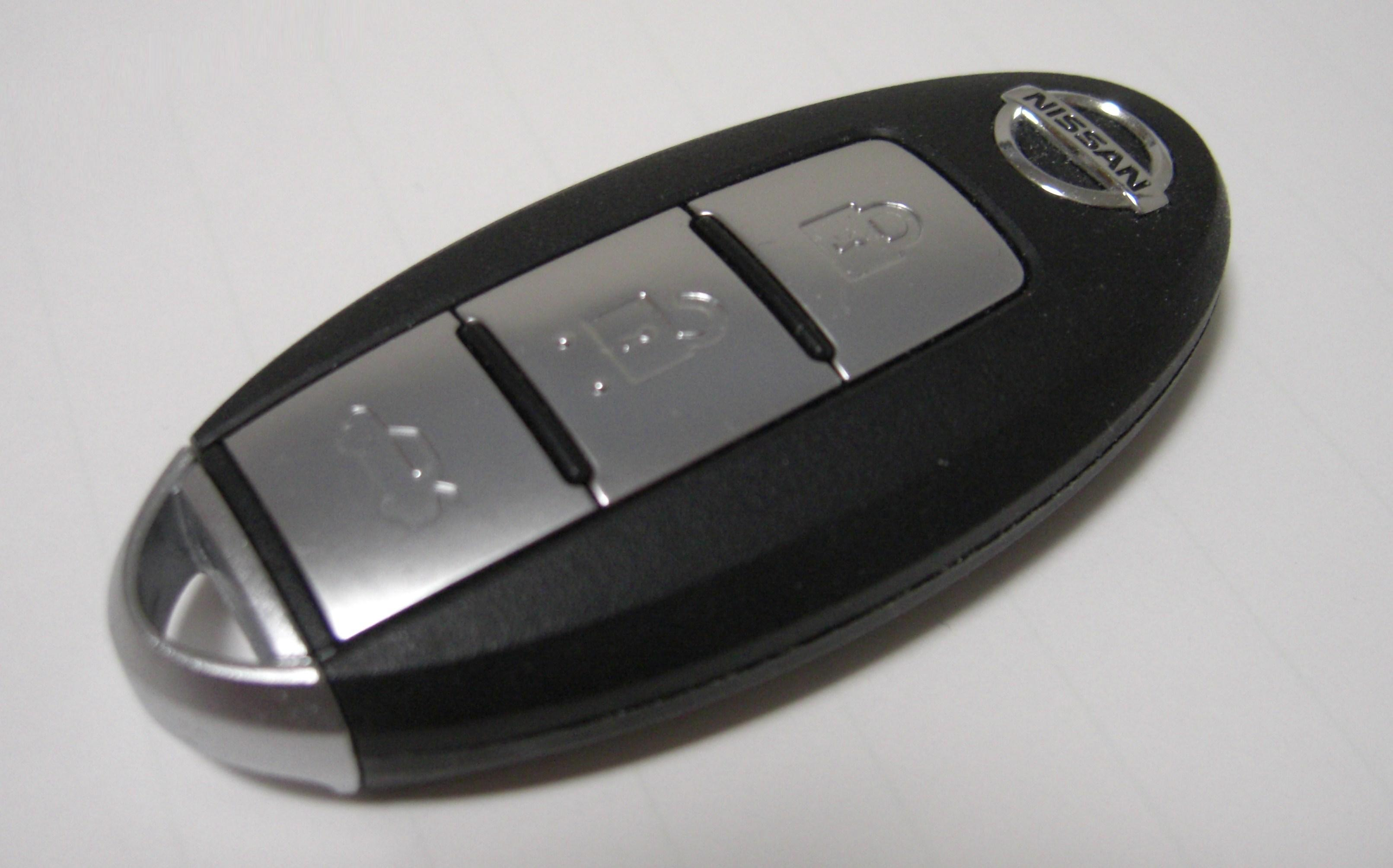
کلید ضد سرقت خودرو
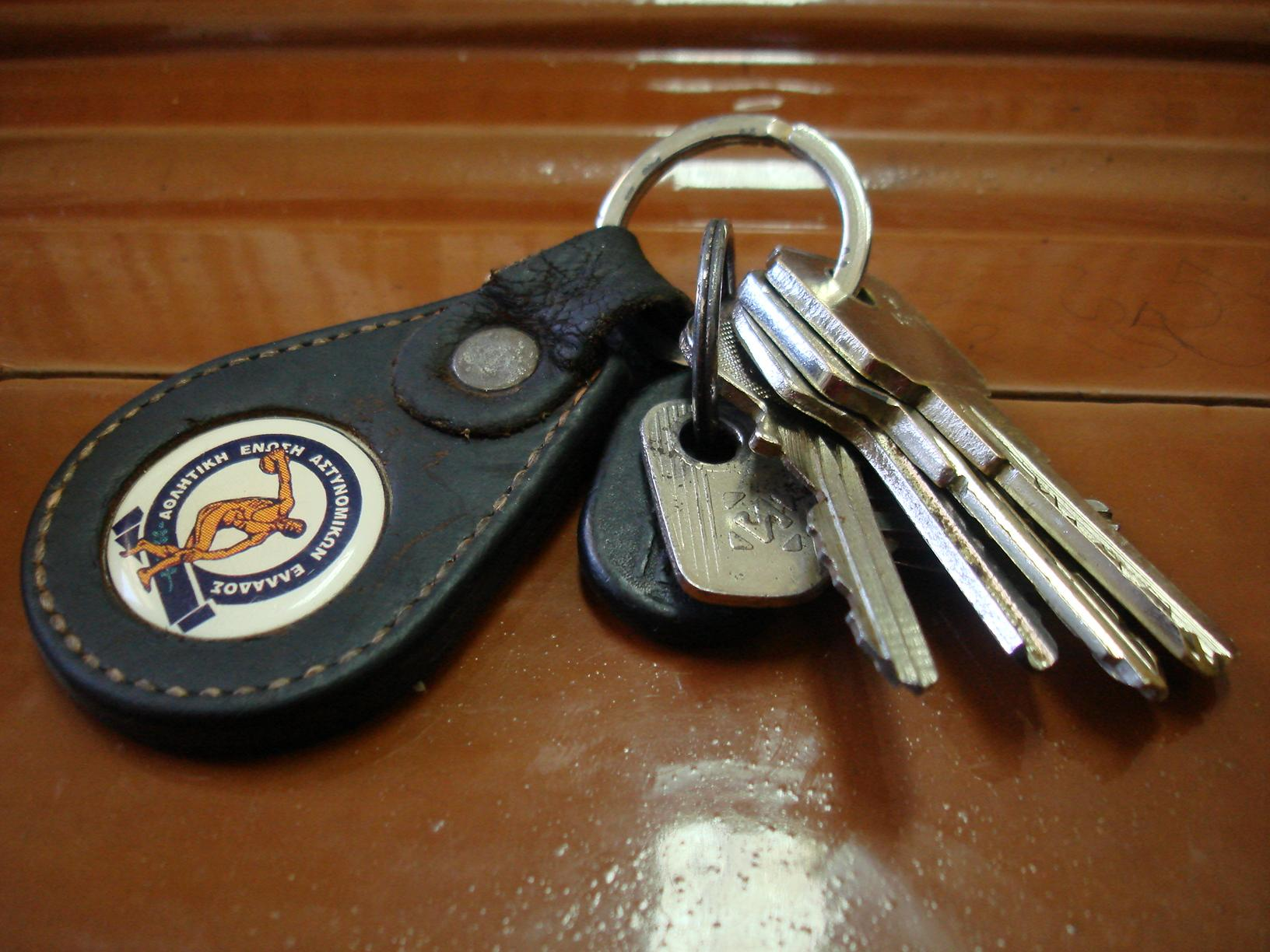
دسته‌کلید چرمی